# Альбін Павло Йосипович
Павло Йосипович Альбі́н (нар. 14 березня 1970, с. Хмелиська Підволочиського району Тернопільської області) — священник (протоієрей), благодійник.

## Життєпис
Народився 14 березня 1970 року в с. Хмелиська Підволочиського району Тернопільської області, нині Україна.
Закінчив Київську духовну семінарію (2000), вивчає богослів'я в Острозькій духовній академії (від 2007, Рівненська область).
1997—2007 — священник у селах Фастівка, Фесюри, Щербаки Білоцерківського району Київської області.
Зініціював ряд благодійних проектів на Київщині, зокрема організатор матеріальної допомоги сиротинцям, дитячим будинкам, геріатричним центрам тощо; 2006 організував гуманітну допомогу школам-інтернатам для дітей із вадами слуху й захворюваннями на дитячий церебральний параліч і дитячого будинку «Малятко» в м. Тернопіль та самотнім і малозабезпеченим парафіянам обласного центру й Теребовлянського і Шумського деканатів.
Від 2007 — парафіяльний священник у м. Тернопіль, організатор будівництва храму Костянтина та Єлени ПЦУ.
Автор публікацій у релігійній періодиці, організатор релігійно-просвітницьких заходів для дітей та юнацтва Київщини і Тернопільщини.